# Rhypopteryx hemichrysa
Rhypopteryx hemichrysa är en fjärilsart som beskrevs av Collenette 1960. Rhypopteryx hemichrysa ingår i släktet Rhypopteryx och familjen tofsspinnare. Inga underarter finns listade.